# Jana Kločkovová
Jana Kločkovová (ukrajinsky Яна Олександрівна Клочкова; * 7. srpna 1982, Simferopol, Ukrajinská sovětská socialistická republika) je bývalá ukrajinská plavkyně. Na letních olympijských hrách 2000 a 2004 získala celkem čtyři zlaté a jednu stříbrnou medaili.

## Vyznamenání
- Hrdina Ukrajiny (18. srpna 2004) – za výjimečné sportovní úspěchy na olympijských hrách, za projev odvahy, odhodlání a vůle zvítězit a za zvýšení sportovní prestiže Ukrajiny ve světě[1]
- Řád kněžny Olgy III. třídy (Ukrajina, 23. září 1999)[2]
- Řád kněžny Olgy I. třídy (Ukrajina, 6. října 2000)[3]
- Řád za zásluhy III. třídy (Ukrajina, 30. ledna 2002)[4]